# Puccio Sciancato
Puccio dels Galigai, conegut com a Puccio Sciancato (Florència, ... - 1280), va ser un florentí del segle xiii que Dante va col·locar a l'infern, en el setè fossat de Malebolge, el fossat dels lladres, juntament amb quatre dels seus conciutadans (Inf. XXV, 148).

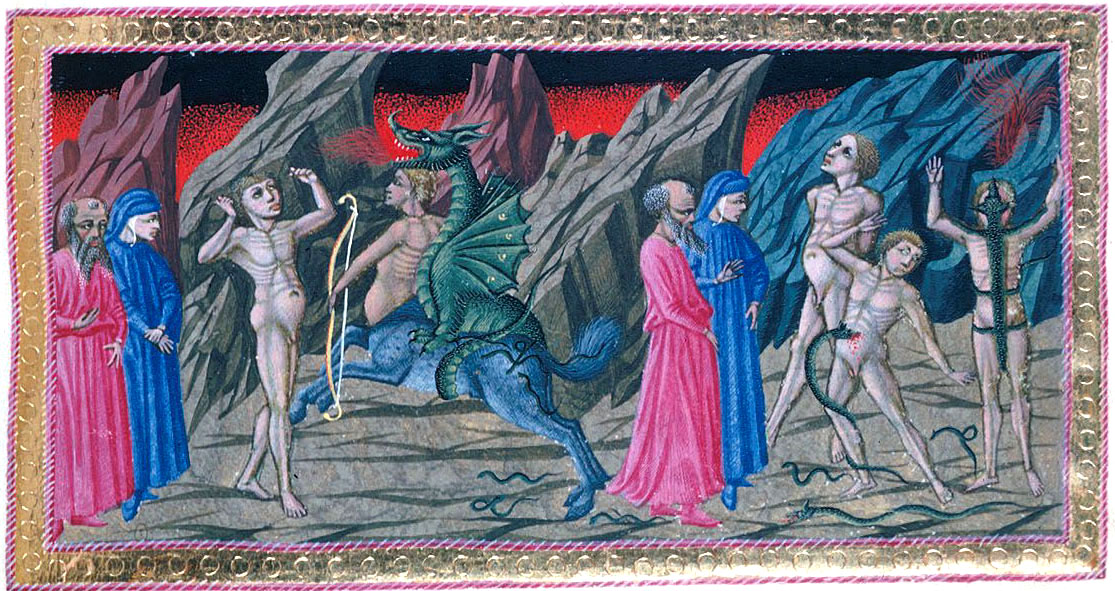
El cant vint i cinquè de l'Infern de Dante vist per Priamo de la Quercia (s. XV). Puccio es troba a la dreta de la imatge darrera dels dos condemnats atacats per les serps.

## Biografia
No hi ha gaire informació històrica sobre la seva vida: el 1268 fou desterrat de Florència amb la seva família com a gibel·lins, però va ser readmès a Florència dotze anys més tard, ja que el 1280 apareix de nou a la ciutat, entre els signants de la pau efímera del Cardenal Latino. En aquesta circumstància, es menciona, a més del nom i la família d'origen, el sobrenom (Sciancato: esguerrat), que probablement va derivar d'un deteriorament físic ("Puccius Sciancatus de Galigariis").. D'ell s'ocupen molt pocs comentaristes de la Divina Comèdia, els quals, a més no mencionen cap notícia precisa sobre la seva vida; ni tan sols es coneixen notícies sobre la seva presumpta activitat de lladre; a pesar d'això, es poden extreure algunes notes biogràfiques a partir de les cartes d'arxiu. A la noblesa del seu naixement al·ludeix  Buti, que diu "cavaller i florentí, com els altres [dos esperits]";  mentre que Benvenuto posa de manifest les conseqüències del defecte físic quan afirma que "iste non erat bene apt aptus ad fugiendum quan ibat cum aliis ad furandum, quia erat claudus" (aquest no era massa apte per fugir quan anava amb altres a robar perquè era coix); un comentari del segle xiv a la Comèdia (Magliabechiano II I 39) també intenta explicar el motiu de la no-mutació en serp en el cant XXV de l'infern, informant de la notícia que Puccio "era lladre cortès ..., potser per això no va ser transmutat; o perquè els seus robatoris eren de dia i no a la nit".

### El personatge a la Divina Comèdia
- Dante i Virgili el troben al setè fossat, el dels lladres de les Malebolge, junt amb Agnello Brunelleschi i Buoso Donati; aquests esperits junt amb Cianfa Donati i  Francesco dels Cavalcanti (Infern Cant XXV, vv. 35-151), sota forma de serps, són condemnats per les empreses de robatori portades a terme durant la seva vida terrena, i entre tots ells, en Puccio és l'únic al que Dante no li veu patir cap metamorfosi d'home a serp o viceversa:
- "Puccio Sciancato el vaig conèixer bé,
- i era l'únic, entre aquells tres companys
- vinguts abans, que no canvià gens"
- (Infern Cant XXV, vv. 148-150)
- Alguns han volgut explicar aquest fet curiós considerant que Puccio fos un simple lladre, mentre que els altres esmentats foren lladres amb diverses circumstàncies agreujants (sacrilegi, malversació de fons, plagi [en el sentit antic de plagium: esclavització], associació criminal ...). Els elements que Dante insinua en el poema, i atès que en aquest cant la seva atenció es dedica exclusivament a les transformacions físiques, i les escassísimes fonts històriques fan impossible qualsevol interpretació certa de l'episodi.
- 1- Puccio Sciancato di Arnaldo D'addario - Enciclopedia Dantesca (1970). {{format ref}} http://www.treccani.it/enciclopedia/puccio-sciancato_%28Enciclopedia-Dantesca%29/
- 2- Francesco da Buti (1385-95), Inferno 25.145-151: {{format ref}} https://dante.dartmouth.edu/search_view.php?doc=138551251450&cmd=gotoresult&arg1=1
- 3- Sermonti, Vittorio. Canto Venticinquesimo. Supervisione de Gianfranco Contini. L'Inferno di Dante. Rizzoli 2001. 2a ed. 07- 2015. Rizzoli Milano. Italià, "pp. 495-512". BUR classici. ISBN 978-88-17-07584-8.
- 4- Mira, Joan Francesc. Cant XXV. Infern versió de la Divina Comèdia. Dante Alighieri, Primera Ed. Proa 2000; 02- 2010. Edicions 62. Barcelona. Català. "pp.309- 321". Col·lecció labutxaca. ISBN 978-84-9930-058-0. Tota repetició en català de les paraules de la Divina Comèdia han estat preses d'aquesta versió (en lletra cursiva o entre cometes).